# Foglie di Beslan
(Giovanni Allevi)
Foglie di Beslan è un pezzo per pianoforte e grande orchestra sinfonica del pianista e compositore Giovanni Allevi. È stato eseguito per la prima volta il 29 aprile 2005 al teatro Politeama di Palermo dai 92 elementi dell'Orchestra sinfonica Siciliana diretti da Daniel Kawka e, al pianoforte, l'autore stesso. L'opera è nata per commemorare la terribile tragedia avvenuta a Beslan, che vide la morte, in una scuola, di innumerevoli persone.
Il pezzo è sviluppato in un tempo unico, prevalentemente di andamento lento, solenne e doloroso.

## Versioni
Di questo pezzo esistono tre differenti versioni:
La prima, già citata, eseguita con i 92 elementi dell'Orchestra sinfonica Siciliana.
La seconda, eseguita con gli archi, i fiati e l'arpa dell'Orchestra dei Virtuosi Italiani (contenuta nell'album Evolution).
La terza, eseguita con un ensemble di 11 archi della Philharmonische Camerata Berlin.